# Птенцы Ферги

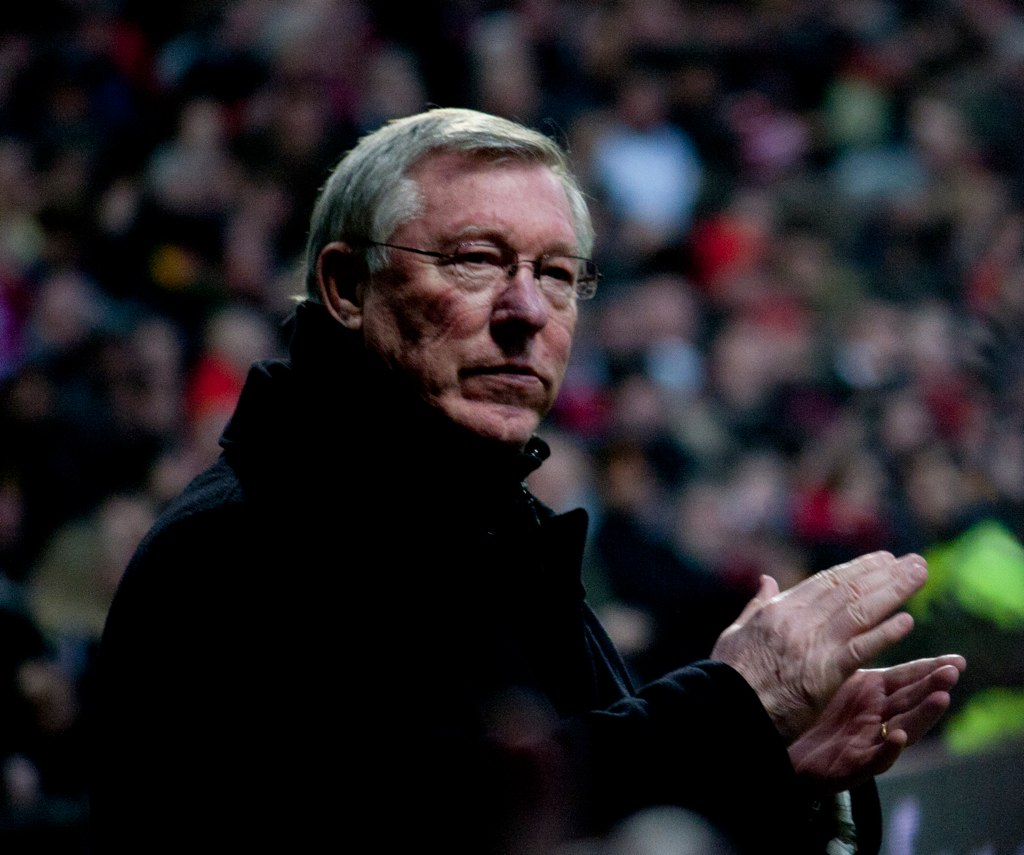
Сэр Алекс Фергюсон

«Птенцы Ферги» (англ. Fergie's Fledglings) — общее прозвище группы футболистов английского клуба «Манчестер Юнайтед», воспитанных сначала под руководством тренеров молодёжной команды Брайаном Киддом и Эриком Харрисоном, а впоследствии — главным тренером «Юнайтед» Алексом Фергюсоном.
Аллитерация в этом термине — явная дань уважения «Малышам Басби», знаменитой молодой команде «Манчестер Юнайтед», собранной главным тренером клуба сэром Мэттом Басби и его помощником Джимми Мерфи в 1950-х годах.
О наиболее яркой группе игроков 1990-х в 2013 году был снят документальный фильм «Класс 92»
В 2014 году свет увидела книга Уэйна Бартона Fergies Fledglings (ISBN 9781904091790).

## «Птенцы» конца 1980-х
Термин «птенцы Ферги» впервые был придуман средствами массовой информации в сезоне 1988/89 для обозначения группы молодых футболистов, которые были призваны в первую команду «Манчестер Юнайтед» тренером Алексом Фергюсоном. В группу вошли игроки из команды, которая вышла в финал Молодёжного Кубка Англии 1986 года, такие как Ли Мартин, Тони Гилл и Дэвид Уилсон, и другие игроки молодежной команды, такие как Расселл Бирдсмор, Марк Робинс и Дейниол Грэм, а также молодые игроки, купленные у других клубов, такие как Ли Шарп («Торки Юнайтед») и Джулиано Майорана («Хистон»).
«Птенцы» добились некоторого успеха; уже во втором матче в стартовом составе Бирдсмор вдохновил команду на победу над «Ливерпулем» со счетом 3:1, а перебор травм привёл к тому, что Гилл, Грэм и Уилсон были вызваны в первую команду для переигровки третьего раунда Кубка Англии против «Куинз Парк Рейнджерс», в котором забили и Гилл и Грэм.
Однако серьёзные травмы и потеря формы привели к тому, что большинство этих игроков не смогли развить свой первоначальный успех, и к следующему сезону термин «птенцы Ферги» вышел из употребления. Бирдсмор и Робинс сыграли за «Манчестер Юнайтед» по 50 матчей каждый, но потеряли место в основном составе. Тем не менее, Робинс забил победный гол в ворота «Ноттингем Форест» в третьем раунде Кубка Англии 1990 года. Широко распространено мнение, что этот гол спас карьеру Фергюсона в «Юнайтед», поскольку в это время команда тяжело выступала в лиге, а Фергюсон начинал свой четвертый год в качестве тренера клуба, еще не выиграв ни одного крупного трофея.
Из первых «Птенцов» только Мартин и Шарп сыграли более 100 матчей за «Манчестер Юнайтед», внеся важный вклад в два первых трофея Фергюсона — Кубок Англии в 1990 году и Кубок обладателей кубков УЕФА в 1991 году, хотя Робинс также принимал участие в обоих этих успехах. Мартин забил победный гол в переигровке финала Кубка Англии 1990 года с «Кристал Пэлас».
Однако Шарп был единственным из этой группы игроков, который остался в клубе к концу сезона 1993/94, и к тому времени, когда он был продан «Лидс Юнайтед» в августе 1996 года, он завоевал три титула чемпиона Англии, два Кубка Англии, а также Кубок обладателей кубков, Кубок Футбольной лиги и три Суперкубка Англии, а в 1991 году он был признан лучшим молодым игроком года по версии ПФА.
Марк Робинс был единственным членом первой группы «птенцов», добившимся большого успеха в других клубах. После того, как его продали «Норвич Сити» в 1992 году, он забил 15 голов, заняв с новым клубом третье место в новой Премьер-лиге, а также добился повышения в классе и триумфа в Кубке Футбольной лиги со своим следующим клубом «Лестер Сити».

## «Птенцы» 1990-х
Вторая волна молодых игроков появилась в «Манчестер Юнайтед» в начале — середине 1990-х годов. Эта группа оказалась более успешной по сравнению командой 1980-х годов. Каждый из них находился в «Манчестер Юнайтед» с самого раннего возраста, некоторые из них подписали контракты с клубом в возрасте 14 лет. Многие из этих игроков входили в состав команды «Манчестер Юнайтед», выигравшей Молодёжный кубок Англии в 1992 году, в том числе будущие ветераны «Юнайтед» Дэвид Бекхэм, Ники Батт, Райан Гиггз и Гари Невилл. Также в эту группу обычно включают таких игроков, как Пол Скоулз, финалист Молодёжного Кубка Англии в 1993 году, и Фил Невилл, младший брат Гари, который вышел на замену в финале Молодёжного Кубка Англии 1993 года и был капитаном команды в Молодёжном Кубке Англии 1995 года. Шесть игроков с тех пор были названы «Классом 92»: этот термин был популяризирован одноименным документальным фильмом 2013 года, посвященным их карьере в клубе.
Термин «птенцы Ферги» вернулся в обиход в сезоне 1995/96 после того, как Фергюсон ввёл в состав вторую группу молодых футболистов, которые пришли на смену возрастным игрокам, покинувшим клуб. После выездного поражения от «Астон Виллы» со счетом 3:1 эксперт Алан Хансен в программе «Match of the Day» заявил: «Вы никогда ничего не выиграете с детьми». Молодая команда, средний возраст которой составлял всего 24 года, отыграла 10-очковое новогоднее отставание от «Ньюкасл Юнайтед» и выиграла третий титул клуба в лиге за четыре года. Затем последовала победа над «Ливерпулем» со счетом 1:0 в финале Кубка Англии 1996 года, благодаря которой был оформлен «дубль». Последовал период больших успехов, самым выдающимся из которых стал «требл» в сезоне 1998/99.
Многие из так называемого «Класса 92» за это время стали игроками основы как в клубе, так и в сборной Англии. Дэвид Бекхэм, Ники Батт и Фил Невилл покинули клуб (в 2003 году в «Реал Мадрид», в 2004 году в «Ньюкасл Юнайтед» и в 2005 году (в «Эвертон» соответственно), при этом Бекхэм с 2000 по 2006 год был капитаном сборной Англии. Все трое с тех пор завершили карьеру, впоследствии Батт вернулся в «Юнайтед» в качестве члена тренерского штаба.
Гари Невилл оставался в «Юнайтед» до конца своей карьеры и занимал пост капитана команды после ухода Роя Кина с 2005 по 2011 год. Сэр Алекс Фергюсон описал Гари Невилла как «величайшего английского правого защитника своего поколения». Среди защитников только Билл Фоулкс сыграл больше матчей за клуб, чем Гари. Невилл провёл прощальный матч в 2011 году, в котором также сыграли пять других «птенцов Ферги»: Бекхэм, Гиггз, Скоулз, Батт и Фил Невилл.
Райан Гиггз и Пол Скоулз всю свою карьеру в Премьер-лиге отыграли за «Манчестер Юнайтед». Скоулз объявил о своем уходе в конце сезона 2010/11, оставаясь в клубе в качестве тренера молодёжи, но возобновил карьеру в январе 2012 года после того, как несколько полузащитников «Юнайтед» выбыли из-за травм, а по завершении сезона 2012/13 уже окончательно завершил карьеру. Гиггз выиграл больше трофеев, чем любой другой игрок в истории британского футбола. Выйдя на замену в финале Лиги чемпионов УЕФА 2008 года, он стал рекордсменом по количеству матчей за всю историю клуба, обогнав сэра Бобби Чарльтона, который из «малышей Басби» дольше всех играл за «Юнайтед». После непродолжительной работы в конце сезона 2013/14 в качестве играющего тренера Гиггз занимал пост ассистента главного тренера в клубе, но летом 2016 года покинул команду.
В конце сезона 2018/19 Бекхэм, Скоулз, Батт и Гари Невилл сыграли за «Манчестер Юнайтед» в товарищеском матче, устроенном в честь 20-й годовщины «требла» 1999 года. Бекхэм и Батт забили по голу, благодаря чему «Манчестер Юнайтед» 26 мая 2019 года одержал победу со счётом 5:0 на «Олд Траффорд».

## «Птенцы Ферги»

### 1980-е
- Расселл Бирдсмор
- Клейтон Блэкмор
- Тони Гилл
- Дейниол Грэм
- Джулиано Майорана
- Ли Мартин
- Марк Робинс
- Ли Шарп
- Дэвид Уилсон

### 1990-е
- Дэвид Бекхэм
- Уэс Браун
- Ники Батт
- Крис Каспер
- Терри Кук
- Саймон Дейвис
- Райан Гиггз
- Кит Гиллеспи
- Пэт Макгиббон
- Колин Макки
- Гари Невилл
- Фил Невилл
- Джон О’Кейн
- Кевин Пилкингтон
- Робби Сэвидж
- Пол Скоулз
- Джордж Суитцер
- Бен Торнли
- Майкл Туисс

### 2000-е
- Джон О’Ши
- Даррен Флетчер
- Джонни Эванс
- Том Клеверли
- Дэнни Уэлбек